# Майкъл Кънингам
Майкъл Кънингам (на английски: Michael Cunningham) е американски сценарист и писател на бестселъри в жанра съвременен любовен роман и документалистика.

## Биография и творчество
Майкъл Кънингам е роден на 6 ноември 1952 г. в Синсинати, Охайо, САЩ. Израства в Пасадена, Калифорния. Прочита романа „Мисис Далауей“ от Вирджиния Улф когато е на 15 г. и се запалва по четенето. Получава бакалавърска степен по английска литература от Станфордския университет през 1975 г. и магистърска степен по творческо писане в Университета на Айова през 1980 г. Докато учи в Айова публикува няколко кратки разказа в „Atlantic Monthly“ и „Paris Review“. Разказът „White Angel“ по-късно е включен като глава в романа му „Дом на края на света“.
Преподавал е в Центъра по изящни изкуства в Провинстаун, Масачузетс, и творческо писане програмата за творческо писане в Бруклинския колеж. Старши преподавател е по творческо писане в Йейлския университет.
През 1984 г. издава първият си роман „Golden States“. Той е неуспешен и е в малък тираж.
Първият му известен роман „Дом на края на света“ е издаден през 1990 г. Той представя историята на младежите Боби и Джонатан, които са забъркани в любовен триъгълник с Клер, белязан от страст и съдбовност. Романът е забелязан от критиката, а през 2004 г. е екранизиран в едноименния телевизионен филм с участието на Колин Фарел, Далас Робъртс, Сиси Спейсик и Робин Райт.
Следващият му роман „Плът и кръв“ от 1993 г. е домашен епос за семейството на гръцки преселник в Америка. Той е екранизиран в минисериал за Showtime.
Печели няколко литературни стипендии, благодарение на които развива кариерата си на професионален писател. През 1993 г., получава стипендия „Гугенхайм“, през 1995 г. е удостоен с награда „Уайтинг“, а през 1998 г. и стипендия от Националния фонд за изкуства.
През 1998 г. е издаден най-известният му роман „Часовете“, който му носи успех и го прави известен. Романът е своеобразна препратка към творчеството на Вирджиния Улф и разказва историята на три жени, свързани във времето с романа Улф „Мисис Делауей“. Удостоен е с наградите за литература „Пулицър“ и „Фокнър“, както и наградата за гей литература „Феро-Гримли“. През 2002 г. е екранизиран в много успешния филм „Часовете“ с участието на Джулиан Мур, Никол Кидман и Мерил Стрийп.
През 2002 г. се обръща към документалната литература с книгата си „Land's End“ (Краят на земята: Разходка из Провинстаун). Тя е пътепис за градчето, обитавано от множество литературни легенди.
Следва романът му „Дни образци“, а през 2007 г. е съсценарист на успешния романтичен филма „Когато падне мрак“ с участието на Ванеса Редгрейв, Тони Колет и Клеър Дейнс.
С романът си „Преди да падне здрач“ от 2010 г. разглежда темата за кризата на средната възраст, изследвайки състоянието на съвременната култура и на красотата на света. В книгата има множество препратки към литературни произведения, особено към „Смърт във Венеция“ на Томас Ман. За книгата е удостоен с италианската награда за американска литература „Фернанда Пивано“.
През 2015 г. е публикуван постмодернистичният му сборник „A Wild Swan“ (Дивият лебед), който представя истории основани на известни световни приказки, чиито митологични образи и сюжети са пречупени през призмата и живота на съвременността, получавайки непривична трактовка, продължения и финали.
Майкъл Кънингам живее от 1981 г. в Ню Йорк.

## Произведения

### Самостоятелни романи
- Golden States (1984)
- A Home at the End of the World (1990)
Дом на края на света, изд.: „Интенс“, София (2004), прев.
- Flesh and Blood (1995)
Плът и кръв, изд.: „Интенс“, София (2009), прев. Маргарита Христова
- The Hours (1998) – награда „Пулицър“ и „Фокнър“
Часовете, изд.: „ЕА“, Плевен (2000), прев. Иглика Василева
- Specimen Days (2005)
Дни образци, изд.: „Интенс“, София (2006), прев.
- By Nightfall (2010)
Преди да падне здрач, изд.: „Интенс“, София (2011), прев. Евелина Пенева
- Snow Queen (2014)
Снежната кралица, изд.: „Интенс“, София (2016), прев. Катя Перчинкова

### Сборници
- A Wild Swan (2015)

### Документалистика
- Land's End (2002)
- Jewels (2007) – с Кони Бриско

### Екранизации
- 2002 Часовете, The Hours – по романа
- 2004 A Home at the End of the World – по романа, сценарий
- 2007 Когато падне мрак, Evening – сценарий
- 2012 The Destruction Artist – кратък филм, сюжет
- 2013 Masters of Sex – ТВ сериал, 1 епизод